# Charaxes carteri
Charaxes carteri är en fjärilsart som beskrevs av Butler 1881. Charaxes carteri ingår i släktet Charaxes och familjen praktfjärilar. Inga underarter finns listade i Catalogue of Life.